# Катастрофа Boeing 737 в Чикаго
Катастрофа Boeing 737 в Чикаго — авиационная катастрофа, произошедшая в пятницу 8 декабря 1972 года. Авиалайнер Boeing 737−222 авиакомпании United Air Lines (UAL) совершал пассажирский рейс UA-553 по маршруту Вашингтон—Чикаго—Омаха и заходил на посадку в аэропорту Чикаго, когда авиадиспетчер отправил его на повторный заход, но через 20 секунд после этого самолёт рухнул на жилые дома и полностью разрушился. В катастрофе погибли 45 человек — 43 человека в самолёте из 61 (55 пассажиров и 6 членов экипажа) и 2 человека на земле.
Это второе происшествие и первая катастрофа в истории самолёта Boeing 737.

## Самолёт
Boeing 737-222 (регистрационный номер N9031U, заводской 19069, серийный 075) был выпущен в 1968 году (первый полёт совершил 24 сентября). 26 сентября того же года был зарегистрирован в авиакомпании United Air Lines (UAL), в которую он (по имеющимся данным) поступил 30 сентября и получил имя City of Lincoln. Оснащён двумя двухконтурными турбореактивными двигателями Pratt & Whitney JT8D-7B. У двигателя №1 (левого, заводской №655956) наработка от последнего капитального ремонта составляла 5852 часа, у двигателя №2 (правого, заводской №655840) — 6554 часа. Сам 4-летний авиалайнер на день катастрофы налетал 7247 часов. Вес лайнера на момент катастрофы был оценён в 39 188 килограммов при центровке 19,0% САХ, что находилось в допустимых пределах.

## Экипаж
Самолётом управлял опытный экипаж, состав которого был таким:
- Командир воздушного судна (КВС) — 44-летний Уэнделл Л. Уайтхаус (англ. Wendell L. Whitehouse). Очень опытный пилот, проработал в авиакомпании UAL 16 лет и 10 месяцев (с 30 января 1956 года). Имел квалификацию бортинженера и пилота гражданской авиации, а также сертифицирован на самолёты Douglas DC-6, DC-7 и Boeing 737. В должности командира Boeing 737 — с 29 октября 1968 года. 29 апреля 1970 года при проверке квалификации на Boeing 737 показал неудовлетворительные результаты, в связи с чем 13 мая того же года был вынужден пройти повторную проверку, на которой показал уже удовлетворительные результаты. Налетал свыше 18 000 часов, 2435 из них на Boeing 737 (налёт за последние 30 дней составлял 61 час).
- Второй пилот — 43-летний Уолтер О. Кобл (англ. Walter O. Coble). Очень опытный пилот, проработал в авиакомпании UAL 15 лет и 2 месяца (с 4 октября 1957 года). Имел квалификацию пилота гражданской авиации. В должности второго пилота Boeing 737 — с 31 января 1969 года. 19 июня 1972 года при проверке квалификации на Boeing 737 показал неудовлетворительные результаты, в связи с чем 21 июня того же года был вынужден пройти повторную проверку. Налетал 10 638 часов, 1676 из них на Boeing 737 (налёт за последние 30 дней составлял 32 часа).
- Третий пилот-бортинженер — 31-летний Барри Дж. Элдер (англ. Barry J. Elder). Опытный пилот, проработал в авиакомпании UAL 5 лет и 7 месяцев (с 8 мая 1967 года). Имел квалификацию пилота гражданской авиации. 16 сентября 1970 года был повышен до второго пилота Boeing 737, но вскоре попал под сокращение штата авиакомпании и снова стал работать в должности третьего пилота-бортинженера. Налетал 2683 часа, 1128 из них на Boeing 737 (налёт за последние 30 дней составлял 53 часа).

Все пилоты перед полётом отдыхали 23 часа.
В салоне самолёта работали три стюардессы:
- Маргерит Ж. Маккослэнд (англ. Marguerite J. McCausland) — старшая стюардесса. В авиакомпании UAL с 1 июня 1957 года, квалификацию на Boeing 737 получила 19 марта 1968 года.
- Д. Джин Гриффин (англ. D. Jeanne Griffin). В авиакомпании UAL с 5 июля 1962 года, квалификацию на Boeing 737 получила 3 апреля 1968 года.
- Кэтлин С. Дьюрет (англ. Kathleen S. Duret). В авиакомпании UAL с 13 января 1965 года, квалификацию на Boeing 737 получила 27 марта 1968 года.

## Хронология событий

### Предшествующие обстоятельства
Boeing 737-222 борт N9031U выполнял пассажирский рейс UA-553 из Вашингтона в Омаху с промежуточной посадкой в Чикаго. В салоне находились 55 пассажиров, в том числе 5 детей и 2 младенца, а экипаж состоял из 6 человек. В 12:50 рейс 553 вылетел из Вашингтона и, выполняя полёт по приборам, вскоре после набора высоты занял предписанный эшелон FL280 (8500 метров).
Полёт проходил в нормальном порядке и вскоре рейс 553 вошёл в зону Чикагского центра УВД, от которого затем получил разрешение снижаться до 1200 метров, а также радарный курс для выхода на курсовой радиомаяк взлётной полосы №31L («31 левая») аэропорта Мидуэй. В 14:19 было дано указание переходить на связь с диспетчером подхода, что и было выполнено. Диспетчер подхода сообщил рейсу 553, что видит его на экране радиолокатора, и посоветовал сохранять курс 290° для выхода на курсовой радиомаяк ВПП №31L.

### Заход на посадку

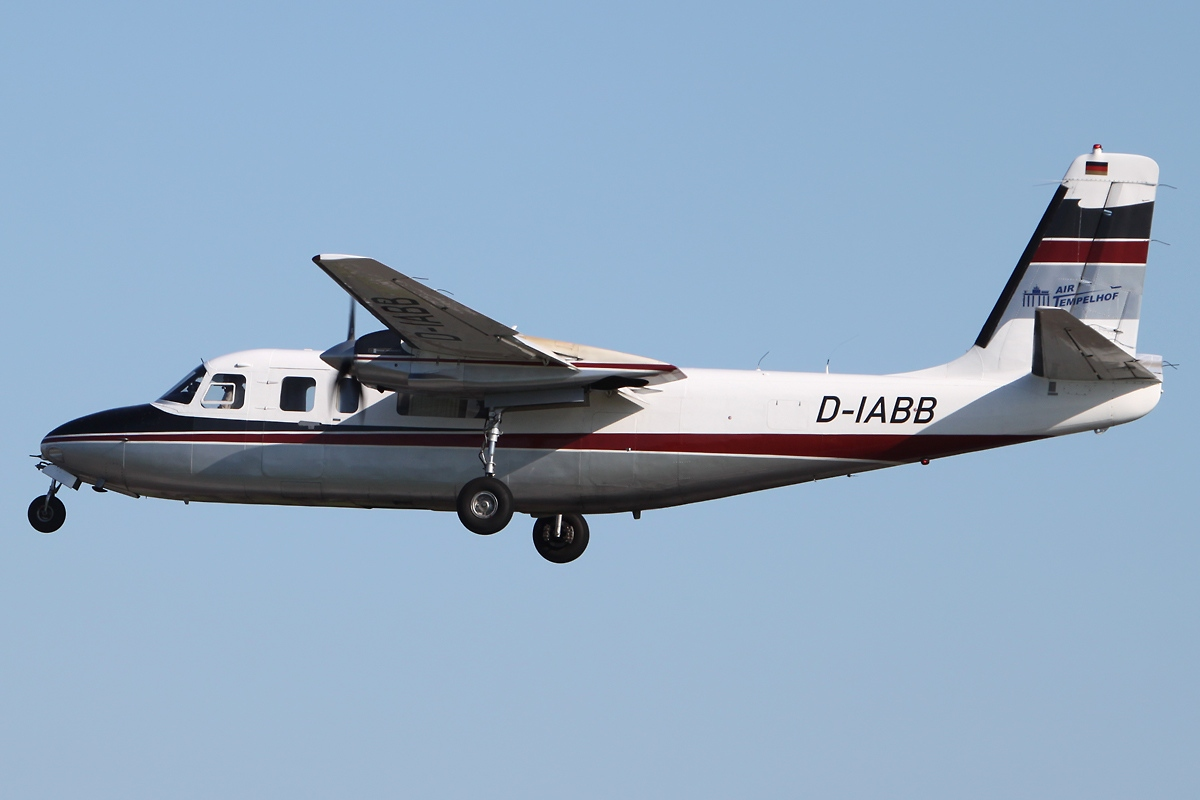
Aero Commander 680FL, по конструкции аналогичный борту N309VS

Рейс UA-553 был не единственным самолётом в зоне аэропорта Мидуэй, так как диспетчер подхода работал ещё с небольшим винтовым самолётом Aero Commander 680FL борт N309VS, который ранее ушёл на второй круг и теперь через дальний приводной радиомаяк KEDZIE выполнял повторный заход на ту же ВПП №31L. Чтобы сохранять безопасный интервал между этими двумя самолётами, диспетчер подхода в 14:21:56 попросил экипаж рейса 553 снизить скорость до 333 км/ч, а спустя 80 секунд — до 296 км/ч. Затем в 14:23:42 рейсу 553 было разрешено снижаться до 610 метров, что и было выполнено, при этом в процессе снижения лайнер опять набрал скорость и сократил расстояние до следующего перед ним борта N309VS, поэтому диспетчер вновь попросил его пилотов снизить скорость.
В 14:24:10 экипажу борта N309VS было сообщено, что он прошёл курсовой радиомаяк ВПП, и дано разрешение продолжать выполнять заход. Затем в 14:24:45 пилоты борта N309VS перешли на связь с диспетчером взлёта и посадки («Мидуэй—башня») и получили от него указание: …сохраняйте повышенную скорость столько, сколько сможете. Как впоследствии утверждал диспетчер подхода, борт N309VS и рейс UA-553 в этот момент находились примерно в 1,5 километрах друг от друга. В 14:24:51 с винтового самолёта доложили о прохождении дальнего привода, на что было дано разрешение на посадку с требованием доложить о наблюдении ВПП.
В тот день в данном регионе проходил циклон, очаг которого располагался на 190 километров к югу от Чикаго, а от Виргинии до Арканзаса тянулся квазистационарный фронт, сопровождающийся моросящим или слабым дождём с обледенением, а на севере Иллинойса также наблюдался небольшой снег.
Экипаж рейса 553 перешёл на связь с диспетчером посадки в 14:25:35, когда находился в 3,2 километрах внешнего приводного радиомаяка и следовал по посадочному курсу, после чего с самолёта доложили о прохождении высоты 910 метров и продолжают снижение до 610 метров. В ответ диспетчер потребовал у рейса 553 доложить о прохождении дальнего привода и предупредил, что тот второй в очереди на посадку. О прохождении дальнего привода с борта рейса 553 доложили в 14:26:30, на что диспетчер передал: Юнайтед пять пять три, продолжайте подход. Вы номер два на подходе. Я вас предупрежу.
| 14:26:41,1 | N309VS        | Это девять Виктор Сьерра. Вижу полосу. |
| 14:26:43,1 | Авиадиспетчер | Девять Виктор Сьерра, на полосу три один левая посадка разрешена. |
| 14:26:46,2 | N309VS        | О'кей. |
| 14:26:48,4 | Авиадиспетчер | Девять Виктор Сьерра, а правая полоса у вас в поле зрения? |
| 14:26:51,4 | N309VS        | Подтверждаю. |
| 14:26:52,6 | Авиадиспетчер | Вы можете отклониться перед посадкой? Просто есть ещё реактивный самолёт в двух м… э-э, ладно, отбой. Я тебя сейчас увидел. Вам разрешена посадка на три один левая. |
| 14:27:04,5 | Авиадиспетчер | Юнайтед пять пять три, уходите на второй круг. Выполняйте левый поворот на курс… один восемь ноль [180°] и поднимайтесь до двух тысяч [футов].                       |
| 14:27:12,2 | UA-553        | О'кей, левый поворот на один восемь ноль… левый поворот, да? |
| 14:27:15,5 | Авиадиспетчер | Да, делайте левый поворот на один восемьдесят. |

Диспетчер решил было перенаправить борт N309VS на взлётную полосу №31R («31 правая»), тем самым освободив левую полосу для рейса UA-553, но увидев, что винтовой самолёт уже слишком близко от ВПП «31 левая», передумал, а затем дал ему повторное разрешение на посадку на ВПП «31 левая». В таких условиях безопасный интервал между самолётами сохранять уже не получалось, поэтому авиадиспетчер был вынужден отправить реактивный авиалайнер на второй круг, на что и дал команду экипажу последнего. Затем в 14:27:36 диспетчер посадки и взлёта передал: Юнайтед пять пять три, переходите сейчас на связь с диспетчером выхода на один один восемь точка четыре [118,4], однако ответа уже не последовало. Все попытки установить связь с экипажем оказались безуспешны, а отметка самолёта на радиолокаторе сместилась почему-то вправо на ¼—½ мили от продолжения осевой линии ВПП, после чего через пару взмахов антенны исчезла с экрана.

### Катастрофа
По данным метеонаблюдений, в районе аэропорта Мидуэй в это время стояла переменная облачность с нижней границей 150 метров, видимость 1,6 километра, туман, ветер 260° (западный) 11 км/ч, давление 763 мм рт. ст., температура воздуха —3 °C, точка росы —3 °C. Обледенение наблюдалось в слое от 1700 до 2000 метров и, согласно показаниям экипажей других самолётов, было слабым.
Согласно записи речевого самописца, в 20:26:24, за 4 секунды до прохождения дальнеприводного радиомаяка, КВС дал команду выполнить последнюю проверку перед посадкой. В 14:27:03 второй пилот сообщил о выполнении последнего пункта контрольного списка перед посадкой, а всего через секунду неожиданно сказал: Эй, тысяча футов. Менее чем через 2 секунды завибрировал штурвал, предупреждая об опасности сваливания, а звук его был слышен до самого конца записи; впоследствии выжившие пассажиры и стюардессы рассказывали, что двигатели, которые на протяжении последних 5 минут работали тихо (на «малом газу»), в последние секунды полёта вышли на максимальный режим, как при взлёте. Авиалайнер начал поднимать нос на всё больший угол, который, со слов некоторых, достиг примерно 30°. Самолёт наблюдали и очевидцы на земле, которые описали, что тот следовал в этот момент под облаками на высоте 120-150 метров и с высоко поднятым носом. Очевидцы на земле также указывали, что у лайнера очень быстро увеличился режим работы двигателей и начал на всё больший угол подниматься нос, при этом происходило снижение высоты.
Продолжая терять высоту, рейс UA-553 в 1,6 километрах от аэропорта Мидуэй и в ¼ от ближнего приводного радиомаяка врезался в 6-метровое дерево и в 14:27:24 рухнул на жилые дома, после чего, промчавшись через них по земле около 76 метров, полностью разрушился и загорелся. На земле были разрушены 5 деревянных и кирпичных домов и один гараж, а также были повреждены ещё 3 дома и 2 гаража. Катастрофа произошла в 2,4 километрах к юго-востоку от аэропорта в точке 41°45′51″ с. ш. 87°42′54″ з. д..

### Эвакуация и спасательные работы
Фюзеляж самолёта разорвало на несколько частей, при этом также оборвало провода аварийных систем, из-за чего не только погасло освещение салона, но и не горел ни один из индикаторов, указывающих направление к аварийным выходам. Все 3 пилота погибли, причём кресла второго пилота и третьего пилота-бортинженера в момент удара разорвало на мелкие части. Из всех находившихся в передней части фюзеляжа выжил только 1 человек — стюардесса Маккослэнд, но её завалило обломками и спасательные службы смогли её освободить лишь через 30 минут. Две остальные стюардессы (Гриффин и Дьюрет), сидевшие в хвостовой части самолёта, также выжили и стали помогать пассажирам. Эвакуацию во многом осложняла груда обломков, образовавшаяся в проходе после удара самолёта о землю, а также провалы отдельных секций пола в грузовое отделение. Из-за этого пассажиры были вынуждены пробираться к выходам через спинки сидений, а некоторые спустились в грузовой отсек и уже оттуда выбрались наружу через проломы в фюзеляже.
В 14:29 в Чикагскую пожарную службу поступил сигнал о пожаре, а уже через 2-3 минуты на месте катастрофы были первые машины. Всего же к месту были отправлены 5 пожарных автомобилей, 3 пожарных лестницы, 1 вертолёт, 1 машина с сухим реагентом и 3 автомобиля скорой помощи. Пожар удалось взять под контроль в течение 20-30 минут, но отдельные пожары продолжались ещё более 3 часов.
Всего из находившихся в самолёте 61 человека (6 членов экипажа и 55 пассажиров) выжили 18 человек — 3 члена экипажа (все 3 стюардессы) и 15 пассажиров; остальные 40 пассажиров и 3 члена экипажа (все 3 пилота) погибли от травм или отравления дымом. Также погибли 2 человека на земле, то есть всего жертвами катастрофы стали 45 человек. В истории самолёта Boeing 737 это первая катастрофа и вторая потеря вообще.

## Расследование
Расследование причин катастрофы рейса UA-553 проводил Национальный совет по безопасности на транспорте (NTSB).
Оба бортовых самописца были найдены и изучены. Однако в параметрическом самописце ближе к концу полёта произошёл отказ лентопротяжного механизма, из-за чего запись оборвалась через 82 минуты 14 секунд с момента вылета и примерно за 14 минут до катастрофы. Речевой самописец работал нормально на протяжении всего времени, но сильно обгорел в пожаре. Однако, к счастью, последнюю 21 минуту записи удалось восстановить, после чего, состыковав запись речевого самописца с записями радиопереговоров с авиадиспетчером, удалось сопоставить переговоры в кабине во времени с погрешностью около ±2 секунд.
Далее требовалось определить режимы работы двигателей, имея лишь запись шумов в кабине. За это взялась фирма «General Electric», которая смогла отнести примерный режим двигателей JT8D-7 фирмы «Pratt & Whitney» во времени. По полученным данным выходило, что оба двигателя в целом работали относительно нормально.
- 14:14:36 — оба на 56% от номинальной мощности;
- 14:16:43 — 52,7%;
- 14:19:36 — 51,2%, началось увеличение режима;
- 14:19:48 — стабилизировалась на 63%;
- 14:20:55 — началось снижение режима;
- 14:21:03 — стабилизировалась на 61,5%;
- 14:21:52 — режим вновь увеличивают;
- 14:21:55 — стабилизация на 63%;
- 14:23:55 — началось уменьшение режима;
- 14:24:00 — стабилизировался примерно на 59,1%, в работе двигателей наблюдается небольшой разброс;
- 14:27:03,35 — один двигатель на 58,6%, второй на 57,2%; началось увеличение режима;
- 14:27:07,95 — один двигатель на 72%, второй через пару секунд достигает 79,2%;
- на момент катастрофы оба двигателя работают на мощности, близкой к максимальной.

Вообще весь полёт самолёта до Чикаго был вполне обыденным. Рейс UA-553 находился в 28 километрах и со скоростью 425 км/ч следовал на высоте 1200 метров, когда диспетчер попросил замедлиться до 333 км/ч. Спустя 80 секунд было дано указание замедлиться уже до 296 км/ч, а затем в кабине раздался звук (наиболее вероятно, от выпуска закрылков на 15°). При этом лайнер, согласно результатам тестов на тренажёрах и испытательным полётам, ещё следовал со скоростью более 370 км/ч, хотя и замедлялся, а закрылки на 15° допускалось выпускать при скорости ниже 361 км/ч. Когда диспетчер попросил замедлиться до скорости захода на посадку, лайнер летел ещё быстрее 296 км/ч, поэтому пилоты задействовали спойлеры. Все указания по снижению скорости диспетчер давал для того, чтобы между реактивным Boeing 737 и заходящим на посадку перед ним винтовым Aero Commander был необходимый интервал.
В 14:23:20 диспетчер даёт экипажу разрешение занимать высоту 610 метров, после чего второй пилот доложил о начале снижения с 1200 метров. Однако лётные испытания показали обратное — самолёт ещё почти минуту сохранял 1200 метров, лишь в 14:24:15 начав снижаться с вертикальной скоростью около 230 м/мин и воздушной скоростью около 287 км/ч. Экипаж выполнял указания диспетчера с задержкой, так как, вероятно, не знал своего расстояния до дальнего приводного радиомаяка KEDZIE, и при этом, согласно записям радиопереговоров, он даже не спрашивал об этом у диспетчера. Есть также вероятность, что пилоты ориентировались на пересечение Кальюмет-Сити, от которого радиомаяк KEDZIE находился в 12,8 километров. Но, не имея данных параметрического самописца, это нельзя точно утверждать.
Когда с самолёта доложили о прохождении высоты 910 метров, диспетчер предупредил, что они вторые в очереди на посадку. Лайнер в этот момент снижался уже со скоростью 380 м/мин, а после предупреждения диспетчера командир дал указание выпустить шасси. Затем закрылки довыпустили до 30°, что привело к ускорению снижения с высоты 670 метров, а также замедлению скорости с 277 до 240 км/ч, поэтому экипаж чуть увеличил режим работы двигателей. Фактически пилоты до прохождении дальнего привода не знали своё местонахождение, если зачитывание контрольного списка было начато за считанные секунды до прохождения привода, хотя это надо было завершить ещё до привода. Также перед дачей указания зачитать этот список, когда до ВПП оставалось 6,1 километров, командир осознал, что при минимальной скорости 222 км/ч они достигнут аэропорта уже через 99 секунд, поэтому увеличил скорость снижения до 470 м/мин.
Запоздалое зачитывание контрольного списка привело к нарушению взаимодействия между членами лётного экипажа на столь важном этапе, как посадка. При этом никто из пилотов не заметил, что они снизились уже под 610 метров, пока высота не упала примерно до 300 метров. Спойлеры в этот момент были выпущены, а воздушная скорость была определена как 246 км/ч. Само зачитывание контрольного списка было объявлено завершённым всего за секунду до достижения высоты 300 метров. Однако отсутствие взаимодействия в кабине, а также отвлечение на небольшую высоту (300 метров) привело к ещё одному острому моменту — никто не следил за скоростью. Также, возможно, пилоты забыли про выпущенные спойлеры, ведь их редко используют.
С запозданием авиадиспетчер решил перенаправить винтовой самолёт на правую ВПП, чтобы освободить подход на левую для реактивного самолёта, но увидев, что Aero Commander уже очень близко от взлётной полосы «31 левая», передумал и дал ему разрешение на посадку. Интервал между самолётами уже не мог соблюдаться, поэтому Boeing 737 был отправлен на второй круг. Затем включилась «тряска» штурвала, предупреждая об опасности сваливания. Минимальная скорость для срабатывания «тряски» зависит от конфигурации самолёта, ведь если спойлеры были убраны, то скорость срабатывания составляла всего 194 км/ч, а при выпущенных — 214 км/ч. Но в любом случае, лайнер в этот момент следовал медленней рекомендуемых правилами 231 км/ч. Также экипаж в это время увеличил режим двигателей до примерно 72%, так как аэродинамическое сопротивление самолёта было слишком велико (закрылки на 30°, шасси выпущены), а потому тяги при режиме 59% оказалось недостаточно, из-за чего скорость продолжала падать с темпом около 3,7 км/ч в секунду. Проанализировав развитие ситуации и сопоставив её с лётными испытаниями, NTSB пришёл к мнению, что на момент срабатывания сигнализации опасности сваливания спойлеры были ещё выпущены, но затем убраны.
Затем кто-то из пилотов спросил у командира, выставить ли закрылки на больший угол, но КВС велел их убрать до 15°, чтобы выполнять уход на второй круг в соответствии с правилами авиакомпании UAL. Но такое действие приводит и к снижению подъёмной силы, а значит, и скорости набора высоты, что было парировано увеличением угла тангажа (подъёма носа). Однако нос затем поднялся настолько высоко, что продолжать увеличивать скорость при таких условиях оказывается невозможно даже при полной тяге двигателей.
Аварийная ситуация возникла при уходе самолёта на второй круг, но, по мнению NTSB, большую роль в её развитии сыграл КВС, который при выполнении подхода не смог грамотно руководить экипажем.
Хотя в регионе наблюдалось обледенение, зона его действия находилась достаточно высоко. Следователи пришли к мнению, что в данной ситуации обледенение не повлияло на работу двигателей. Слой льда на крыле по расчётам составлял около ¼ дюйма, что достаточно мало, чтобы оказать заметное влияние на пилотирование.

## Причины
1. Лётный экипаж был сертифицирован и квалифицирован для выполнения данного полёта.
2. Самолёт был сертифицирован, оборудован и обслуживался в соответствии с правилами Федерального управления гражданской авиации и руководствами авиакомпании. Вес и центровка авиалайнера при заходе на посадку в аэропорту Мидуэй были в установленных пределах.
3. Самолёт и все его системы, включая системы управления и силовые установки, исключая разве что бортовой параметрический самописец, были пригодны для выполнения полёта.
4. Не найдено никаких доказательств саботажа на борту, либо намеренного нарушения правил, связанных с данным происшествием.
5. Противообледенительная система двигателей при выполнении подхода была включена, а режим двигателей был выше минимального значения, установленного для нормальной работы противообледенительной системы.
6. Обледенение было от слабого до умеренного и не могло помешать самолёту выровняться, а затем выполнить нормальный уход на повторный заход.
7. Руководящий рейсом UA-553 диспетчер с учётом временных интервалов на выдачу инструкций, включая указание прерывать заход и уходить на второй круг, не повлиял на создание аварийной ситуации.
8. Указания диспетчера по снижению высоты и замедлению скорости экипаж выполнял с запаздыванием.
9. Экипаж не воспользовался одним из доступных способов определить расстояние до дальнего приводного радиомаяка.
10. Дальний приводной радиомаяк был пройден на 210 метров выше минимальной установленной высоты.
11. Командир не требовал проверки последнего контрольного списка перед посадкой, пока не был достигнут приводной радиомаяк, при этом до взлётной полосы оставалось 6,1 километров.
12. При выполнении такого важного этапа, как заход на посадку, внутри экипажа была нарушена координация действий.
13. Второй пилот при выполнении подхода не сообщал о достижении заданных высот.
14. При выполнении последнего снижения к приводному радиомаяку (Кедзи) спойлеры были выпущены и зафиксированы, оставаясь в этом положении на протяжении всего горизонтального полёта на высоте принятия решения (возможно, что после начала сваливания были убраны).

Окончательный отчёт расследования NTSB был опубликован 29 августа 1973 года.
Согласно отчёту, катастрофа рейса UA-553 произошла из-за того, что командир экипажа не смог выполнять грамотное руководство экипажем во время выполнения неточного захода на посадку, кульминацией чего стало падение скорости самолёта ниже критического уровня и его переходом в режим сваливания, в результате чего продолжать полёт было уже невозможно.

### Комментарии
1. ↑  Здесь и далее указано Центральноамериканское время — CST